# Vittorio Torti
Vittorio Torti (Varese, 20 settembre 1912 – ...) è stato un calciatore italiano, di ruolo centrocampista.
Era noto come Torti I per distinguerlo dal fratello minore Luigi, anch'egli calciatore.

## Carriera
Di ruolo mediano, si forma calcisticamente nel Belfortese e inizia la carriera agonistica nel Varese.
Dal 1934 al 1936 gioca in Serie B con il Foggia, società con cui retrocede in terza serie al termine della stagione 1935-1936.
Milita sino al 1938 nel Varese, quando viene inserito nelle liste di trasferimento. La stagione seguente passa alla Pro Patria, società in cui resta solo una stagione.